# Menthonnex-en-Bornes
Menthonnex-en-Bornes – miejscowość i gmina we Francji, w regionie Owernia-Rodan-Alpy, w departamencie Górna Sabaudia.
Według danych na rok 1990 gminę zamieszkiwało 419 osób, a gęstość zaludnienia wynosiła 49 osób/km² (wśród 2880 gmin regionu Rodan-Alpy Menthonnex-en-Bornes plasuje się na 1217. miejscu pod względem liczby ludności, natomiast pod względem powierzchni na miejscu 1238.).